# VAMP5
VAMP5 (англ. Vesicle associated membrane protein 5) – білок, який кодується однойменним геном, розташованим у людей на 2-й хромосомі. Довжина поліпептидного ланцюга білка становить 116 амінокислот, а молекулярна маса — 12 805.
| 10         |  | 20         |  | 30         |  | 40         |  | 50         |
| ---------- |  | ---------- |  | ---------- |  | ---------- |  | ---------- |
| MAGIELERCQ |  | QQANEVTEIM |  | RNNFGKVLER |  | GVKLAELQQR |  | SDQLLDMSST |
| FNKTTQNLAQ |  | KKCWENIRYR |  | ICVGLVVVGV |  | LLIILIVLLV |  | VFLPQSSDSS |
| SAPRTQDAGI |  | ASGPGN     |  |            |  |            |  |            |

A: Аланін

C: Цистеїн

D: Аспарагінова кислота

E: Глутамінова кислота

F: Фенілаланін

G: Гліцин

I: Ізолейцин

K: Лізин

L: Лейцин

M: Метіонін

N: Аспарагін

P: Пролін

Q: Глутамін

R: Аргінін

S: Серин

T: Треонін

V: Валін

W: Триптофан

Кодований геном білок за функціями належить до білків розвитку, фосфопротеїнів. 
Задіяний у таких біологічних процесах, як диференціація клітин, міогенез. 
Локалізований у клітинній мембрані, мембрані, апараті гольджі.